# Laceby
Laceby är en ort och civil parish i Storbritannien.   Den ligger i kommunen North East Lincolnshire och riksdelen England, i den sydöstra delen av landet, 230 km norr om huvudstaden London. Laceby ligger 15 meter över havet och antalet invånare är 2 952.
Terrängen runt Laceby är platt. Runt Laceby är det tätbefolkat, med 266 invånare per kvadratkilometer. Närmaste större samhälle är Grimsby, 6,7 km öster om Laceby. Trakten runt Laceby består till största delen av jordbruksmark.